# ابن زیلاق
یوسف بن یوسف هاشمی عباسی شهرت‌یافته به ابن زِیلاق و لقب‌گرفته به محیی‌الدین و ابوالمحاسن (۱۲۰۶ - ۱۲۶۲م) کاتب و شاعر عراقی در سدهٔ هفتم هجری بود که در حملهٔ ایلخانان مغول به موصل کشته شد.